# Televisión Municipal de Valencia
La Televisión Municipal de Valencia fue una cadena de televisión valenciana que nació en el mes de junio del año 2007, como una entidad pública de gestión privada. Tenía su sede en el número 2 de la Avenida del Cid de Valencia.

## Programación
Algunos de sus programas fueron:
- Telenotícies: informativos territoriales.
- Emprende: programa dedicado al mundo empresarial.
- Barrio a Barrio: semanario que pretende acercar la ciudad de Valencia a sus visitantes.
- Vents de festa: programa sobre el mundo fallero.
- Samaruc: espacio pedagógico destinado a los más pequeños.
- Valencia opina: políticos, analistas y economistas en un programa de opinión y análisis político y social.
- Plaza Redonda: programa que presentaba las últimas novedades en literatura, música, gastronomía, salud, etc., generadas en la ciudad.
- Valencia vida: espacio dirigido a la ciudadanía sobre salud y hábitos de vida.
- Telemayores: escaparate de la Concejalía de Integración y Bienestar Social.
- Valencia Natura: programa quincenal sobre la conservación del medio ambiente.
- De estreno: sobre los estrenos cinematográficos semanales.
- Nuestros Museos: espacio cultural sobre los museos valencianos.
- La ruta verde: recorrido por los parques y jardines de la ciudad.
- Urbanitas: programa que recorría la historia valenciana de la mano de sus ciudadanos.

## Polémicas
El mando de la empresa fue adjudicado a la compañía "Administración y Gerencia de Ondas 13". El empresario José Luis Ulibarri entraría poco después como gestor en la empresa, pero tras resultar imputado en el caso Gürtel también abandonaría la televisión.

## Disolución de la cadena
El 13 de enero de 2012 el Gobierno del Ayuntamiento de Valencia se reunió para aprobar el cese de las actividades de la televisión, ya que según declaraciones "no le podían dedicar más recursos". La entonces alcaldesa de la ciudad, Rita Barberá, indicó que la financiación de ese año quedaba prevista en unos 180.000 euros, a lo que añadió que en aquel momento el proyecto "no era viable", siguiendo así con la línea de recortes que desde el 2008 abanderaba el Ayuntamiento. La decisión sólo obtuvo el apoyo del Partido Popular en la cámara municipal, y el portavoz de Esquerra Unida anunció que interrogaría al Gobierno sobre la subvención de 50.000 euros que iban destinados a compensar las pérdidas de la televisión, así como el pago del año 2012 que llegaba a los 192.000 euros.
La Junta General de la Televisión Municipal de Valencia dio paso a una Junta Extraordinaria, que el 31 de diciembre de 2012 liquidó oficialmente la empresa ante la decisión del Consistorio de no pagar los 180.000 euros necesarios para mantenerla abierta. La liquidación dejó pérdidas de 167000 euros en sus dos años anteriores (2011-2012). El patrimonio quedó valorado en 42.300 euros, provenientes del material operativo de la televisión, pudiendo recuperar el Ayuntamiento 42.000 euros. Tras el cierre, se aplicó un ERE a la veintena de trabajadores en plantilla, reduciéndose los costes en plantilla de 68.200 euros (en 2011) a 28.400 euros (2012). Tanto EU como el PSPV y Compromís habían criticado la "falta de pluralidad y vocación de servicio público" de la televisión.

## Consecuencias
Los trabajadores de la TMV, que se enteraron del cierre de la cadena y del posterior ERE a través de la rueda de prensa que ofreció Rita Barberá, se reunieron en la Asamblea que convocó el comité de empresa, y espontáneamente un grupo de 300 personas ocuparon a modo de protesta el piso del director general de la televisión, José López Jaraba, situado en la octava planta del Centro de Producción de Burjassot.
La Unió de Periodistes Valencians criticó la decisión unilateral del Consell Municipal de cerrar la cadena, y pidió explicaciones sobre cómo afectaría la decisión del cierre a la empresa gestora y a sus trabajadores.